# Lake Arrowhead (Wisconsin)
Lake Arrowhead ist eine Siedlung auf gemeindefreiem Gebiet im Adams County US-amerikanischen Bundesstaat Wisconsin. Zu statistischen Zwecken ist der Ort zu einem Census-designated place (CDP) zusammengefasst worden. Im Jahr 2010 hatte Lake Arrowhead 838 Einwohner.

## Geografie
Lake Arrowhead liegt im Zentrum Wisconsins, rings um den gleichnamigen Stausee und unweit des östlichen Ufers des Petenwell Lake, einem Stausee des Wisconsin River. Der Ort liegt innerhalb der Town of Rome im Norden des Adams County. Die geografischen Koordinaten von Lake Arrowhead sind 44°12′13″ nördlicher Breite und 89°50′41″ westlicher Länge. Das Ortsgebiet erstreckt sich über eine Fläche von 14,25 km², die sich auf 13,03 km² Land- und 1,22 km² Wasserfläche verteilen. 
Benachbarte Orte von Lake Arrowhead sind Wisconsin Rapids (21,9 km nördlich), Lake Wazeecha (25,7 km nordnordöstlich), Plainfield (29,8 km östlich), Friendship (31,8& km südlich), Nekoosa (16,8 km nordnordwestlich) und Port Edwards (21,1 km nördlich).
Die nächstgelegenen größeren Städte sind Green Bay am Michigansee (174 km ostnordöstlich), Wisconsins größte Stadt Milwaukee (254 km südöstlich), Wisconsins Hauptstadt Madison (171 km südsüdöstlich), Chicago in Illinois (376 km in der gleichen Richtung), Rochester in Minnesota (259 km westlich), Eau Claire (178 km westnordwestlich) und die Twin Cities in Minnesota (330 km in der gleichen Richtung).

## Verkehr
Der State Trunk Highway 13 verläuft in Nord-Süd-Richtung als Hauptstraße durch Lake Arrowhead. Alle weiteren Straßen sind untergeordnete Landstraßen, teils unbefestigte Fahrwege oder innerörtliche Verbindungsstraßen.
Mit dem South Wood County Airport in Wisconsin Rapids liegt 21,9 km nördlich ein kleiner Flugplatz. Die nächsten Regionalflughäfen sind der Central Wisconsin Airport in Wausau (77,3 km nördlich) und der Dane County Regional Airport in Madison (152 km südlich).

## Bevölkerung
Nach der Volkszählung im Jahr 2010 lebten in Lake Arrowhead 838 Menschen in 385 Haushalten. Die Bevölkerungsdichte betrug 64,3 Einwohner pro Quadratkilometer. In den 385 Haushalten lebten statistisch je 2,18 Personen. 
Ethnisch betrachtet setzte sich die Bevölkerung zusammen aus 99,0 Prozent Weißen, 0,1 Prozent Afroamerikanern, 0,2 Prozent amerikanischen Ureinwohnern sowie 0,1 Prozent Asiaten; 0,5 Prozent stammten von zwei oder mehr Ethnien ab. Unabhängig von der ethnischen Zugehörigkeit waren 1,0 Prozent der Bevölkerung spanischer oder lateinamerikanischer Abstammung. 
13,0 Prozent der Bevölkerung waren unter 18 Jahre alt, 49,9 Prozent waren zwischen 18 und 64 und 37,1 Prozent waren 65 Jahre oder älter. 48,7 Prozent der Bevölkerung war weiblich.
Das mittlere jährliche Einkommen eines Haushalts lag bei 59.327 USD. Das Pro-Kopf-Einkommen betrug 33.918 USD. 2,4 Prozent der Einwohner lebten unterhalb der Armutsgrenze.